# Sag ihr, ich lass sie grüßen
Chansons représentant l'Autriche au Concours Eurovision de la chanson
Warum nur, warum?
(1964) Merci, Chérie
(1966)
Singles de Udo Jürgens
Frag' nie
(1964) Siebzehn Jahr, blondes Haar
(1965)
Sag ihr, ich lass sie grüßen (« Dis-lui, que je lui passe le bonjour ») est une chanson écrite, composée et interprétée par le chanteur autrichien Udo Jürgens, sortie en 45 tours en 1965.
C'est la chanson représentant l'Autriche au Concours Eurovision de la chanson 1965 à Naples.
Elle est avec Warum nur, warum? (1964) et Merci, Chérie (lauréate de 1966) l'une des trois chansons avec laquelle Udo Jürgens a représenté l'Autriche à l'Eurovision.
Outre l'allemand, Udo Jürgens a également enregistré la chanson dans des versions en espagnol et en italien sous les titres de Dale recuerdos míos (« Lui donner mes souvenirs ») et Ora che io ti amo (« Maintenant que je t'aime ») respectivement.

## À l'Eurovision

### Sélection
Après être sélectionné en interne par le radiodiffuseur autrichien ORF, Sag ihr, ich lass sie grüßen a été choisie pour représenter l'Autriche au Concours Eurovision de la chanson 1965.

### À Naples
La chanson est intégralement interprétée en allemand, langue nationale, comme le veut la coutume avant 1966. L'orchestre est dirigé par Gianni Ferrio.
Sag ihr, ich lass sie grüßen est la 6e chanson interprétée lors de la soirée, après Paradies, wo bist du? d'Ulla Wiesner pour l'Allemagne et avant Karusell de Kirsti Sparboe pour la Norvège.
À l'issue du vote, elle obtient 16 points et se classe 4e sur 18 chansons,.

## Liste des titres
| A1. | Sag ihr, ich lass sie grüßen     | Udo Jürgens                                            | Udo Jürgens                                            | 3:02 |
| B1. | Du sollst die Welt für mich sein | Udo Jürgens, André Salvet, Claude Carrère, Ernst Bader | Udo Jürgens, André Salvet, Claude Carrère, Ernst Bader | 2:20 |

| A1. | Sag ihr, ich lass sie grüßen          | Udo Jürgens               | Udo Jürgens    | 3:06 |
| A2. | Du darfst nicht geh'n (Si tu partais) | Udo Jürgens, Ernst Bader  | André Salvet   | 2:30 |
| B1. | Frag' nie (Ma vie)                    | Ernst Bader               | Alain Barrière | 4:00 |
| B2. | Ich träum' noch von Jenny             | Udo Jürgens, Frank Bohlen | Udo Jürgens    | 2:28 |

## Classements

### Classements hebdomadaires
| Classement (1965)            | Meilleure position |
| ---------------------------- | ------------------ |
| Allemagne (Media Control AG) | 9                  |
| Autriche (Ö3 Austria Top 40) | 4                  |

## Historique de sortie
| Pays      | Titre                        | Date | Format         | Label  |
| --------- | ---------------------------- | ---- | -------------- | ------ |
| Allemagne | Sag ihr, ich lass sie grüßen | 1965 | 45 tours       | Vogue  |
| France    | Sag ihr, ich lass sie grüßen | 1965 | super 45 tours | Vogue  |
| Espagne   | Dale recuerdos míos          | 1965 | super 45 tours | Belter |
| Italie    | Ora che io ti amo            | 1965 | 45 tours       | Vogue  |